# Tomáš Masaryk
Tomáš Garrigue Masaryk (født 7. marts 1850, død 14. september 1937) var en tjekkisk politiker og er kendt som den tjekkoslovakiske landsfader. Han var central i oprettelsen af Tjekkoslovakiet og var den første præsident i landet. Masaryk var også en respekteret akademiker, redaktør og politiker. Det lykkedes Masaryk at forene tjekker og slovakker og at lede det eneste demokrati i Central- og Østeuropa i mellemkrigstiden. Han støttede særlig tolerance, retfærdighed og individualisme og markerede sig som modstander af antisemitisme, bolsjevisme, klerikalisme og monarkisme.
I eftertiden har Masaryk været betragtet som noget nær en nationalhelt, særlig i Tjekkiet. Flere generationer af tjekkoslovakiske tænkere blev inspireret af ham. Videnskabsmanden Karl Popper kaldte Masaryk og Winston Churchill for de to største statsmænd i det 20. århundrede. Den tjekkiske journalist Ferdinand Peroutka mente, at Masaryks store bidrag ikke var hans videnskabelige værk, men hans egen person. Forfatteren Karel Čapek har hævdet, at ”Masaryk er et princip”.

## Opvækst og uddannelse
Tomáš Masaryk kom fra små kår i Mähren, som dengang var del af Østrig-Ungarn. Han blev født på et gods i Hodonín (tysk Göding), hvor faren var kusk. Faren var tjekke og moren var slovak, men talte tysk hjemme, så dette blev Masaryks modersmål, og han lærte først tjekkisk og slovakisk senere.
Som ung arbejdede han som smed, men havde også evner, som gjorde, at han fik en højere uddannelse i Brno, Wien (hvor han blandt andet studerede sammen med Franz Brentano) og Leipzig (med Wilhelm Wundt). Han fik sin doktorgrad fra universitetet i Wien i 1876 og blev docent samme sted i 1879. I 1882 blev han professor i filosofi ved det nystartede, tjekkiske universitetet i Prag. Året efter grundlagde han tidsskriftet Athenäum med tekster om tjekkisk kultur og videnskab.

## Tanker og kontroverser
Som filosof var Masaryk rationalist og humanist. Han lagde vægt på praktisk etik og var påvirket af angelsaksisk tænkning, fransk filosofi og særligt den tyske filosof Herder, der er blevet kaldt grundlæggeren af nationalismen. Masaryk var derimod kritisk over for tysk idealistisk filosofi og marxisme.
Som professor udviklede Masaryk teorien om 'kritisk realisme', en blanding af tysk idealisme og vesteuropæisk positivisme. I sine skrifter støttede Masaryk demokrati og sociale reformer, medens han prøvede at forene vestlig empiri med slavisk tradition. Han studerede og skrev bøger om marxisme, selvmord og Ruslands sociale og intellektuelle historie, hvor han særligt beskæftigede sig med Dostojevskij.
I 1886 blev Tomáš Masaryk med ét slag kendt i en bredere kreds for det, han skrev om historie. Han beviste, at mytologiske tjekkiske digte i et manuskript, som man havde ment var fra tidlig middelalder, i virkeligheden måtte være fra begyndelsen af det 19. århundrede. Han fastholdt, at en moderne nation ikke kunne bygge på en opfundet historie. I diskussionen var Masaryk mest hadet af indflydelsesrige folk med stærk tro på, at digtet var et ægte middelalderdigt. En anden kontroversiel handling, som førte til stærke følelser mod Masaryk, var hans offentlige forsvar af en jøde som var tiltalt for rituelt mord i den såkaldte ’’Hilsner-retssag’’. Da han senere, i 1909, påviste, at det østrigske udenrigsministerium havde fabrikeret bevismateriale mod en gruppe kroatiske nationalister, blev han kendt over hele Europa.

## Politiker
I 1887 blev Masaryk mere aktiv inden for politik og skabte gruppen Realisterne. Han ønskede mere selvstyre for Bøhmen og Mähren, men mente, at fuld selvstændighed var urealistisk på grund af naboskabet til Tyskland. Han skilte sig også ud ved ikke at nærme sig Rusland i en pan-slavisk ånd, men ønskede at byggede på de demokratiske principper fra Frankrig og Storbritannien.
I 1891 blev Masaryk valgt ind i det østrigske parlament for partiet Jungtschechen, men gik ud af partiet i 1893. I 1900 grundlagde han det realistiske parti, som skulle varetage tjekkiske interesser inden for Østrig-Ungarn. Fra 1907 til 1914 sad Masaryk i parlamentet i Østrig som repræsentant og gruppeleder for dette parti.
Efter udbruddet af første verdenskrig rejste han fra Bøhmen og gik i eksil i London, hvor han underviste i slavisk historie ved King's College. Han var også redaktør for månedsmagasinet The New Europe.
Sammen med Edvard Beneš oprettede han det tjekkoslovakiske nationalråd, hvor han blev formand, og hvor han arbejdede for en selvstændig tjekkoslovakisk stat.
Under verdenskrigen rejste Masaryk til flere lande for at argumentere for oprettelsen af en fælles tjekkisk og slovakisk stat. I maj 1917 var han i Rusland, hvor han organiserede krigsfanger i såkaldte tjekkoslovakiske legioner til at kæmpe mod Østrig-Ungarn. Foråret 1918 var han i USA, hvor han forhandlede sig frem til en aftale med slovakiske ledere der om oprettelsen af Tjekkoslovakiet. Masaryk fik støtte til statsdannelsen fra den britiske regering og præsident Woodrow Wilson i USA.

## Præsident for Tjekkoslovakiet
I juni 1918 blev Tjekkoslovakiet anerkendt som en stat, der havde kæmpet for de allierede, med Masaryk som leder. Senere det år rejste han tilbage til Tjekkoslovakiet og blev valgt til præsident. Som forkæmper for en liberal og demokratisk humanisme blev Masaryk populær i Tjekkoslovakiet. Han var en varm forkæmper for Folkeforbundet. I konflikterne mellem de forskellige nationaliteter i landet lykkedes det han dog ikke i løbet af 1930'erne at hindre opblomstring af tyske, ungarske og slovakiske, nationalistiske bevægelser.
Masaryk blev genvalgt i 1920, 1927 og 1934, men gik af i 1935, da han mente, at presset fra Nazityskland krævede en yngre leder. Edvard Beneš overtog embedet som præsident den 14. december. Frem til sin død i 1937 var Masaryk fortsat en fremtrædende personlighed inden for den nye statsdannelse.

## Privat
Masaryk var gift med Charlotte Garrigue fra USA. Sammen blev de forældre til 6 børn, blandt andre kunstneren Herbert Masaryk og diplomaten og politikeren Jan Masaryk. Tomáš Masaryk døde i Lány i 1937, 87 år gammel.
Hans livsmotto var ”Nebát se a nekrást” (’’Frygt ikke og stjæl ikke’’).

## Eftermæle
Masaryk fik tilnavnet Præsident-befrier. Mange refererede til ham bare med initialerne TGM. Tomáš har i den tjekkiske kalenderen navnedag den 7. marts, eftersom det er Masaryks fødselsdag. Der er opstillet en statue af Masaryk i Washington, DC på Massachusetts Avenue.
Flere offentlige rum i forskellige byer i verden er opkaldt efter Masaryk, blandt andet Avenida Præsidente Masaryk i Mexico City, Masaryktown i Florida og kibbutzen Kfar Masaryk nær Haifa i Israel som hovedsagelig blev skabt af tjekkiske indvandrere.
Den kendte tjekkiske forfatter Karel Čapek skrev en række bøger bl.a. Hovory s TGM ("Samtaler med TGM").

## Masaryk og Garborg
Masaryk var den første til at udgive en bog om den norske forfatter Arne Garborg. Bogen handlede om Trætte Mænd, og den blev en af de voldsomst diskuterede, europæiske romaner i 1890'erne. En tid havde Masaryk en brevveksling med Garborg om spørgsmål knyttet til etik.

## Baggrundsstof
- Karsten Korbøl: T.G. Masaryk – tjekkernes nationalhelt Arkiveret 30. september 2007 hos  Wayback Machine (norsk)
- Sudetertysk (meget negativ) vurdering af Masaryk Arkiveret 26. februar 2008 hos  Wayback Machine (engelsk)
- Open Society Archives: T.G. Masaryk: A Brief Biography and Appreciation (Webside ikke længere tilgængelig) (engelsk)
- Who's Who: Tomas Masaryk (engelsk)